# Codi ATC A07
El  codi ATC A07, descrit com Antidiarreics, agents antiinflamatoris/antiinfecciosos intestinals, és una subgrup terapèutic de l'Anatomical, Therapeutic, Chemical Classification System (ATC). La classificació ATC és un sistema de codis alfanumèric desenvolupat per l'Organització Mundial de la Salut (OMS) per als fàrmacs i altres productes sanitaris. El subgrup A07 és part del grup anatòmic A Sistema digestiu i metabolisme.

Els codis per a ús veterinari (codis ATCvet) poden han estat creats afegint la lletra Q davant dels codis ATC humans: QA07... 
Les adaptacions estatals de la classificació ATC poden incloure codis addicionals no presents en aquesta llista, que segueix la versió de l'OMS.

## A07A Antiinfecciosos intestinals
A07A A Antibiòtics
A07A B Sulfonamides
A07A C Derivats imidazòlics
A07A X Altres antiinfecciosos intestinals

## A07B Adsorbents intestinals
A07B A Preparats amb carbó
A07B B Preparats amb bismut
A07B C Altres adsorbents intestinals
A07C Electròlits amb carbohidrats
A07C A Formulacions de sals de rehidratació oral

## A07DAntipropulsius
A07D A Antipropulsius

## A07E Agents antiinflamatoris intestinals
A07E A Corticosteroides per a ús local
A07E B Agents antial·lèrgics, excl. corticoesteroides
A07E C Àcid aminosalicílic i agents similars

## A07FMicroorganismesantidiarreics
A07F A Microorganismes antidiarreics

## A07X Altres antidiarreics
A07X A Altres antidiarreics